# Zalesie (Przemyśl)
Pour les articles homonymes, voir Zalesie.
Zalesie est une localité polonaise de la gmina de Krasiczyn, située dans le powiat de Przemyśl en voïvodie des Basses-Carpates.